# Luftspinnverfahren (Drahtseil)

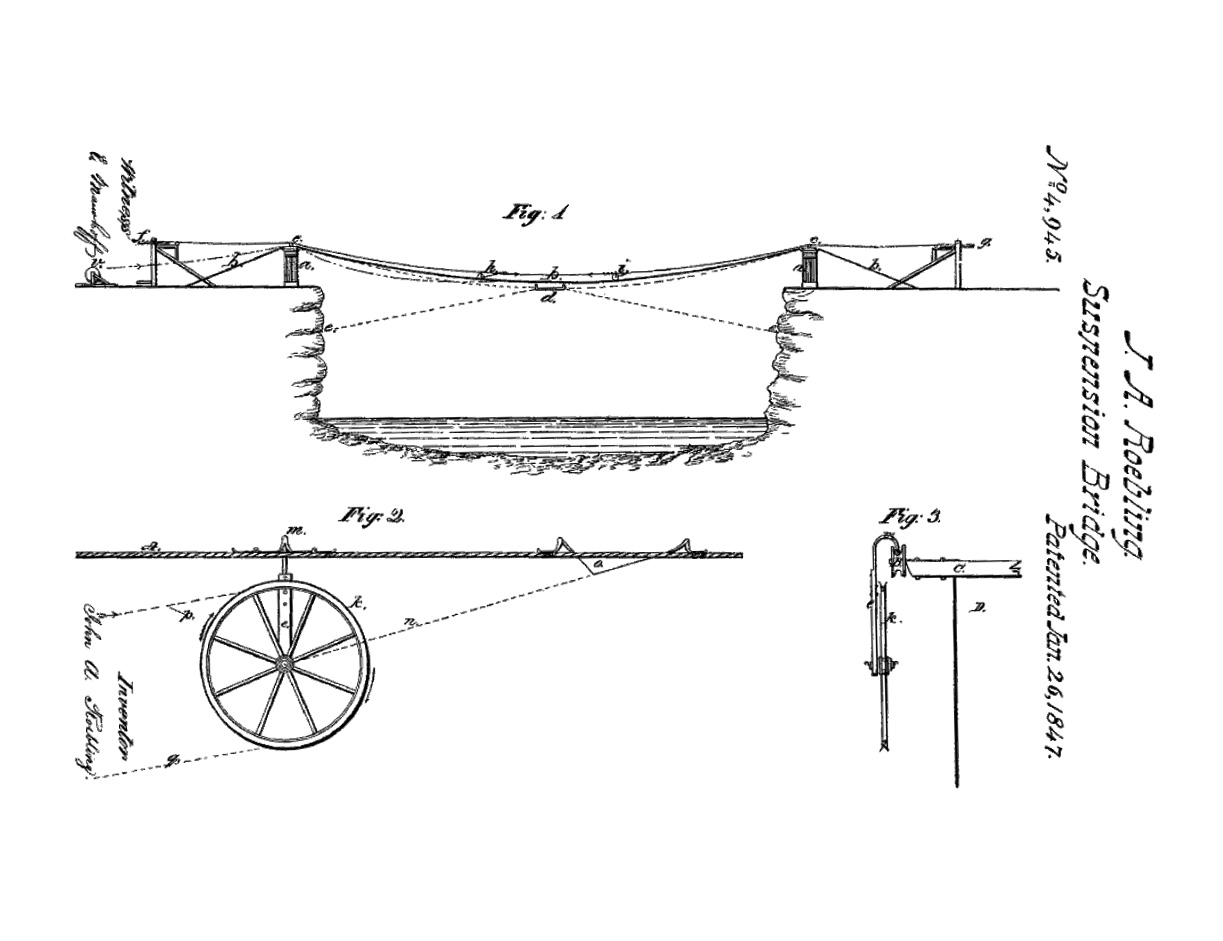
Zeichnung aus Roeblings Patent N° 4945

Das Luftspinnverfahren ist ein Verfahren zur Herstellung von Paralleldrahtseilen für die
Tragkabel einer Hängebrücke.
Diese Bezeichnung ist fachsprachlich ein nicht ganz richtiger Ausdruck, da die Drähte parallel gelegt und nicht verdreht (gesponnen) werden. Mit dem Luftspinnverfahren der Textilindustrie hat es nichts zu tun.

## Einführung und Hintergrund des Verfahrens
Beim Bau von Hängebrücken werden aufgrund der hohen Spannung durch das Eigengewicht und die angehängten Lasten Tragseile mit sehr großen Dimensionen benötigt, die oft mehrere Kilometer lang und mehrere Dezimeter bis deutlich über einen Meter dick sein können. Jedes der beiden Seile der Golden Gate Bridge ist beispielsweise 2331,7 m lang, 92,4 cm dick und wiegt jeweils 22.226 t. Seile dieser Größenordnungen können nicht ohne weiteres in einer Fabrik vorgefertigt und zur Baustelle gebracht werden, da diese Dimensionen jegliches Transportmittel überfordern würden, ebenso wäre die Handhabung und der Einzug einer solchen Masse auf der Baustelle kaum vorstellbar.
Diesen Herausforderungen wird begegnet, indem man das Seil In situ in seiner endgültigen Einbaulage von Widerlager zu Widerlager über die Kabelsättel der Pylonen stufenweise aus seinen Einzeldrähten zusammensetzt („spinnt“). Die dazu erforderlichen einzelnen Drähte mit wenigen Millimetern Stärke können auf Trommeln gewickelt problemlos zur Brückenbaustelle transportiert werden.
John Augustus Roebling entwickelte das Verfahren zur Praxisreife und erhielt in den USA dafür ein Patent, wobei er sich auf Vorarbeiten von Louis-Joseph Vicat stützen konnte.

## Vorgehensweise
Zunächst werden für die Arbeiter über die Pylone führende schmale Laufstege (Catwalks) eingerichtet, die den gleichen Durchhang wie die zukünftigen Tragkabel haben. Dann wird über jedem Catwalk ein umlaufendes endloses Schleppseil installiert, das von einer Antriebsseilscheibe an einem Ende der Brücke (Ankerblock) angetrieben und um eine Umlenkseilscheibe am anderen Ende geführt wird.
Die große Haspel mit dem Stahldraht für die Brücke wird bei ihrem Ende aufgestellt; das freie Ende des Drahtes wird daneben am Ankerblock befestigt. Der Draht wird in einer Schlaufe über eine Seilrolle gehängt, die unter dem Schleppseil befestigt ist. Die Rolle wird vom Schleppseil über die Pylone gezogen und wickelt dabei den Draht von der Haspel, während sein Ende nach wie vor am Ankerblock befestigt ist. Am anderen Ende wird die Drahtschlaufe über den Kabelsattel gehängt, die Rolle wird vom Schleppseil zurückgezogen und wickelt dabei weiteren Draht von der Haspel ab. Diese Schlaufe wird beim ersten Ankerblock über einen Kabelsattel gehängt und der Vorgang beginnt von Neuem.
Die Drähte werden dann parallel nebeneinander ausgerichtet, zu Strängen gebündelt, von Seilpressmaschinen unter hohem Druck zum Tragkabel verdichtet und anschließend ummantelt.
Dieses Verfahren kann bei großen Hängebrücken mehrere Monate dauern. Bei der Golden Gate Bridge dauerte das Luftspinnverfahren für beide Tragkabel sechs Monate und neun Tage. Dabei wurden für jedes Tragkabel 27572 Drähte über die Pylone gezogen.